# Hrvatsko ratno zrakoplovstvo i protuzračna obrana
La Hrvatsko ratno zrakoplovstvo i protuzračna obrana (abbreviato HRZ i PZO) è l'aeronautica militare della Croazia e parte integrante delle forze armate croate.

## Storia
La storia dell'aeronautica militare croata risale alla seconda guerra mondiale: durante il conflitto la maggior parte delle forze croate fu inviata sul fronte est con il nome croato Hrvatska zrakoplovna legija (in tedesco Kroatische Luftwaffen Legion). Questa forza aerea allora consisteva in uno squadrone di caccia equipaggiato con i Messerschmitt Bf 109 ed uno squadrone di bombardieri equipaggiato con i Dornier Do 17. In particolare lo squadrone di caccia servì in Russia e molti dei piloti croati divennero grandi assi, come Mato Dukovac, Cvitan Galić, Franjo Džal e molti altri.
L'aeronautica militare dello Stato indipendente di Croazia (Zrakoplovstvo Nezavisne Države Hrvatske o ZNDH) divenne attiva il 19 aprile 1941. Alla fine della guerra tutti gli aeromobili catturati alla ZNDH furono inglobati dall'aeronautica dell'Armata popolare jugoslava.
L'aeronautica militare croata così come è conosciuta oggi è nata il 12 dicembre 1991, durante la guerra di indipendenza della Croazia dalla Jugoslavia. Il primo squadrone effettivamente attivo venne creato nel 1992, quando la Croazia fu in grado di acquistare tre MiG-21; nel giro di poco tempo, riuscendo ad eludere l'embargo militare, la Croazia riuscì ad acquistare un totale di 40 MiG-21. Di questi circa 25 furono messi in grado di combattere, mentre gli altri vennero utilizzati come parti di ricambio. Per quanto riguarda gli elicotteri, una forza aerea venne creata durante la guerra, con l'acquisto di circa venti Mil Mi-8 e dieci Mi-24, che vennero largamente utilizzati durante la guerra del 1995.
Dopo la fine della guerra la maggior parte degli aeromobili utilizzati vennero dismessi e ne vennero acquistati anche alcuni nuovi, come ad esempio venti Pilatus PC-9 e dieci Bell 206 nel 1997.

### L'affare dei MiG-21 ucraini
Nel 2013 la Difesa croata firmò un accordo del valore di 17,5 milioni di euro con l’azienda ucraina UkrSpetsExport per la riparazione e ammodernamento di 7 dei suoi 12 Mig-21 bis/D e la fornitura di altre 5 macchine di provenienza ucraina con consegne completate nel 2015. Nel 2016 esplode lo scandalo: due alti funzionari del Ministero Difesa croato vennero accusati di aver accettato tangenti dall’impresa statale ucraina UkrSpetsExport in cambio di “assistenza” nella chiusura del suddetto accordo. Secondo il Jutarnji List, un esame approfondito del velivolo ha rivelato che la parte ucraina ha falsificato la documentazione mentre l’inchiesta ha svelato che gli esemplari ucraini provenivano in realtà dalla Bulgaria (e non dallo Yemen come ipotizzato in un primo momento); alcuni di questi presentavano addirittura motori di origine sconosciuta e numeri seriali non coincidenti con quelli specificati nei documenti ucraini. Nel dettaglio i cinque MiG-21 “ucraini” si sono rivelati dunque essere vecchi caccia in servizio con l’aeronautica bulgara che hanno operato fino al 1998. UkrSpetsExport li comprò a prezzo scontato come “miniere” di pezzi di ricambio, modificò i numeri seriali sulle cellule, li ridipinse e li vendette come “attrezzature profondamente modernizzate”. Alla beffa si aggiunge anche la scoperta che i cinque MiG-21 sarebbero stati distrutti (sulla carta) da Sofia, la quale aveva informato per questo motivo la NATO dell’operazione di smantellamento e resta da chiarire in che modo i velivoli siano giunti in Ucraina dalla Bulgaria. Come se non bastasse le dichiarazioni dei vertici militari hanno denunciato un’operazione di manutenzione di scarso livello: il contratto per la riparazione dei MiG-21 e l’acquisto di esemplari di seconda mano indicava una durata operativa di circa 10 anni ma in realtà dopo pochi mesi l’Aeronautica militare croata ha ritenuto che i caccia fossero inadatti al volo per via delle costanti perdite di carburante dai serbatoi dei velivoli o persino dell’inaffidabilità della strumentazione di navigazione. Un terribile volo d’addestramento a tal proposito è salito alla ribalta delle cronache poiché solo l’abilità del pilota croato ha evitato una tragedia con la perdita dell’ufficiale e del MiG stesso. Il ministro della Difesa ucraino Stepan Poltorak, che ha visitato di recente una base aerea sita a Zagabria, ha ammesso alla stampa che l’accordo non è stato completamente realizzato come previsto. “Questa richiesta è una conferma ufficiale della scadente riparazione dei nostri caccia in Ucraina per i quali sono stati pagati 132,9 milioni di kunas (22 milioni di dollari) creando una minaccia per le vite dei piloti croati, e al contempo ha fiaccato notevolmente la prontezza al combattimento di un paese membro della NATO.” Secondo il Jutarnji, vi sono seri sospetti che tutta la documentazione fosse falsificata e la riparazione dell’aeromobile non sia mai stata effettuata, tanto che il giornale croato ha definito la storia dei “falsi MiG” come il più grande scandalo nella storia delle forze armate croate. Secondo la controparte ucraina invece, lo scandalo è effetto della pressione mediatica russa e della concorrenza sleale esercitata da Mosca che danneggerebbe i contratti stipulati da Kiev nonostante – recita il comunicato stampa – “l’esistenza di sanzioni dell’UE contro la Russia che dovrebbero escluderla totalmente da futuri contratti come accaduto invece con la revisione di dieci elicotteri Mi-171Sh croati effettuata da Russian Helicopters.” 
Il Ministero della Difesa croato ha chiesto che l’Ucraina sostituisca i velivoli MiG-21 sottoposti a riparazione con nuovi caccia idonei al volo. Secondo il quotidiano Jutarnji list, citando una fonte informata nel ministero della Difesa, si tratterebbe di sostituire almeno quattro aerei. In mezzo a tutto questo bailamme resta lo stato allarmante dell’Aeronautica Militare croata che si dibatte da una decina di anni ormai alla ricerca di validi sostituti dei Mig 21, tra le pressanti richieste della NATO e i limiti del bilancio destinato alla Difesa.

### Progetti di modernizzazione
Già da tempo era stato previsto l'acquisto, a partire dal 2010, di 12 nuovi caccia multiruolo, tuttavia a causa della crisi economica globale che ha avuto le sue inevitabili ripercussioni anche in Croazia, l'anno di avvio del programma è stato spostato al 2011-2012. Però nel frattempo accurati studi hanno dimostrato che 12 caccia non sarebbero stati comunque sufficienti per pattugliare l'intero spazio aereo croato (infatti sarebbero necessari almeno 16-18 caccia). 
Il 28 maggio 2021 il governo croato ha deciso per l'acquisto di 12 caccia multiruolo Dassault Rafale, concretizzato il 25 novembre dello stesso anno. Il termine delle consegne è previsto per il 2026.

## Aeromobili in uso
Sezione aggiornata annualmente in base al World Air Force di Flightglobal del corrente anno. Tale dossier non contempla UAV, aerei da trasporto VIP ed eventuali incidenti accorsi durante l'anno della sua pubblicazione. Modifiche giornaliere o mensili che potrebbero portare a discordanze nel tipo di modelli in servizio e nel loro numero rispetto a WAF, vengono apportate in base a siti specializzati, periodici mensili e bimestrali. Tali modifiche vengono apportate onde rendere quanto più aggiornata la tabella.
| Aeromobile                           | Origine     | Tipo                                   | Versione (denominazione locale) | In servizio (2024) | Note | Immagine      |
| Aerei da combattimento               |             |                                        |                                 |                    | |               |
| Dassault Rafale                      | Francia     | caccia multiruoloconversione operativa | Rafale C F3-RRafale B F3-R      | 102                | 10 Rafale C F3R monoposto e 2 Rafale B F3R biposto ex Armée de l'air selezionati il 28 maggio 2021, ordinati ufficialmente il 25 novembre 2021. Primo esemplare, un Rafale B biposto, consegnato in Francia il 2 ottobre 2023. Primi sei esemplari (quattro monoposto e due biposto) entrati in servizio il 25 aprile 2024. Settimo esemplare consegnato il 21 novembre 2024. Ottavo aereo (un monoposto) consegnato l'11 dicembre 2024. Nono aereo (un Rafale C) consegnato il 23 gennaio 2025. Consegne terminate il 25 aprile 2025, con la consegna di un Rafale C monoposto. |               |
| Mikoyan-Gurevich MiG-21 Fishbed      | Russia      | aereo da cacciaconversione operativa   | MiG-21bisDMiG-21UMD             | 42                 | In totale sono stati consegnati 35 monoposto e 8 biposto. 5 modernizzati acquisiti dalla Ukrspetsexport nel 2014 che ha anche aggiornato 7 dei velivoli già in dotazione. A marzo 2020 sono operativi solo 8 aerei (7 monoposto e 1 biposto) dei 12 in organico. Il 6 dicembre 2022 è stato perso un biposto MiG-21UM e, secondo alcune fonti, prima di questo incidente vi erano quattro monoposto e quattro biposto in servizio, mentre altre riportavano quattro dei primi e tre dei secondi.                                                                                 | Mig-21 croato |
| Impieghi speciali                    |             |                                        |                                 |                    | |               |
| Air Tractor AT-802                   | Stati Uniti | aereo antincendio                      | AT-802AAT-802F                  | 24                 | 2 AT-802A e 4 At-802F consegnati. |               |
| Canadair CL-415 Super Scooper        | Canada      | lotta aerea antincendio                | CL-415DHC-515 Firefighter       | 60                 | 6 CL-415 consegnati. 2 DHC-515 Firefighter ordinati il 14 marzo 2024. |               |
| Aeromobili a pilotaggio remoto - UAV |             |                                        |                                 |                    | |               |
| Baykar Bayraktar TB2                 | Turchia     | UAV                                    | TB2                             | 0                  | 6 TB2 ordinati a novembre 2024. |               |
| Aerei da trasporto                   |             |                                        |                                 |                    | |               |
| Bombardier Challenger 601            | Canada      | aereo da trasporto VIP                 | CL-601                          | 1                  | 2 CL-601 consegnati. |               |
| Piper PA-31 Cheyenne II              | Stati Uniti | aereo da trasporto leggero             | PA-31T                          | 2                  | 2 PA-31T consegnati. |               |
| Aerei da addestramento               |             |                                        |                                 |                    | |               |
| Pilatus PC-9                         | Svizzera    | aereo da addestramento                 | PC-9M                           | 14                 | 3 PC-9A e 15 PC-9M consegnati. |               |
| Zlín Z 242                           | Rep. Ceca   | aereo da addestramento                 | Z 242L                          | 4                  | 5 Z 242L consegnati. |               |
| Elicotteri                           |             |                                        |                                 |                    | |               |
| Mil Mi-8 Hip                         | Russia      | elicottero da trasporto                | Mi-171Sh                        | 10                 | 6 Mi-8T Hip-C, 13 Mi-8MTV-1/VA Hip-H e 10 Mi-171Sh consegnati. 3 Mi-8T e 11 Mi-8MTV-1, ancora in servizio, sono stati trasferiti all'Ucraina a partire dal 19 ottobre 2023. |               |
| Bell 206 JetRanger III               | Stati Uniti | elicottero utility                     | 206B-3                          | 8                  | 10 Bell 206B-3 consegnati a partire dal 1997, due persi per incidenti. |               |
| Bell OH-58 Kiowa Warrior             | Stati Uniti | elicottero da ricognizione             | OH-58D                          | 15                 | 16 esemplari costruiti tra il 2010 ed il 2012 ed acquisiti dallo US Army. Al 5 dicembre 2016 risultano tutti consegnati. |               |
| Sikorsky UH-60 Black Hawk            | Stati Uniti | elicottero utility                     | UH-60M                          | 4                  | 2 UH-60M donati dal governo USA. Ordine formalizzato a dicembre 2019. I due UH-60M sono stati consegnati il 3 febbraio 2022. Ulteriori 2 UH-60M sono stati consegnati il 3 dicembre 2022. Ulteriori 8 UH-60M selezionati il 13 marzo 2024 e ordinati nel luglio successivo. |               |

## Aeromobili ritirati
- Mil Mi-8T Hip - 6 esemplari (?-2023)[7][6][30][29]
- Mil Mi-8MTV-1 Hip - 13 esemplari (?-2023)[29][7][6][30]
- 15 Mikoyan-Gurevich MiG-21- utilizzati come parti di ricambio per altri velivoli.
- 9 Mil Mi-24D/V - ritirati nel 2002 (Mi-24D) e nel 2005 (Mi-24V), sette verranno venduti.
- 2 Soko G-2 Galeb - ritirati nel 1999 a causa della mancanza di parti di ricambio.
- 1 Soko J-21 Jastreb - ritirati nel 1999 a causa della mancanza di parti di ricambio.
- 2-3 Soko J-20 Kraguj - ritirati negli anni '90 perché divenuti obsoleti.
- 7 Mil Mi-8T/S - utilizzati come parti di ricambio per altri velivoli.
- 11 Lola Utva 75 - rimpiazzati dagli Zlín Z 42.
- 11 Antonov An-2 - dati in prestito ad alcuni aeroclub, alcuni potrebbero venir richiamati in servizio.
- 3 Canadair CL-215 Scooper - l'ultimo è stato ritirato nel 2004, rimpiazzati dai Canadair CL-415 Superscooper.
- 4 OH-6 Cayuse - rimpiazzati dai Bell 206.
- 1 Dornier Do 28 - ritirati solo pochi anni fa.
- 1 Dassault Falcon 10 - rimpiazzato dai Bombardier Challenger.
- 3 Bell 212 - trasferiti al corpo di polizia.